# Landtagswahl in Nordrhein-Westfalen 1954
Die dritte Landtagswahl in Nordrhein-Westfalen fand am 27. Juni 1954 statt.
- SPD: 76
- CDU: 90
- DZP: 9
- FDP: 25

Das Zentrum zog über hohen Stimmenanteil in einem Wahlkreis in den Landtag ein
Der Wahlkampf stand ganz im Zeichen einer potenziellen Alleinherrschaft der CDU. Die SPD warb mit dem Slogan: „Die CDU regiert, und jetzt?“. Der Koalitionspartner der CDU, das Zentrum, fürchtete um die Regierungsbeteiligung und auch um die eigene Existenz. So warb das Zentrum mit dem Slogan: „Einparteienherrschaft? Nein!“ Die CDU verzichtete im Wahlkreis 62 (Essen-Borbeck-Karnap) auf einen eigenen Bewerber, um dem Zentrum im Falle des Scheiterns an der 5-Prozent-Hürde den Einzug in den Landtag zu ermöglichen. Zwar konnte die SPD den Wahlkreis gewinnen, doch aufgrund einer neu eingeführten Bestimmung im Wahlgesetz konnte eine Partei auch in den Landtag einziehen, obwohl sie nicht die erforderlichen fünf Prozent der Stimmen bekam, dafür aber in einem Wahlkreis mindestens ein Drittel der Stimmen erreichte oder einen Wahlkreis gewann. Das Zentrum erhielt 14.640 von insgesamt 43.842 gültigen Stimmen – 26 Stimmen mehr als erforderlich. Zur Landtagswahl 1958 wurde diese Bestimmung wieder abgeschafft.
Der Bund der Heimatvertriebenen und Entrechteten (BHE) trat 1954 erstmals bei Wahlen in Nordrhein-Westfalen an; er scheiterte ebenso an der Fünf-Prozent-Hürde wie die KPD.

## Ergebnis
Wahlberechtigte: 9.730.072
Wähler: 7.068.392
Wahlbeteiligung: 72,64 %
Gültige Stimmen: 6.923.069
| Partei         | Stimmen absolut | Anteil in % | Wahl- kreisbe- werber | Direkt- man- date | Sitze |
| -------------- | --------------- | ----------- | --------------------- | ----------------- | ----- |
| CDU            | 2.855.988       | 41,25       | 149                   | 85                | 90    |
| SPD            | 2.387.718       | 34,49       | 150                   | 65                | 76    |
| FDP            | 793.736         | 11,47       | 150                   |                   | 25    |
| BHE            | 320.676         | 4,63        | 147                   |                   |       |
| Zentrum        | 278.863         | 4,03        | 133                   |                   | 9     |
| KPD            | 264.083         | 3,81        | 150                   |                   |       |
| BdD            | 19.515          | 0,28        | 64                    |                   |       |
| DP             | 1.898           | 0,03        | 2                     |                   |       |
| Einzelbewerber | 592             | 0,01        | 2                     |                   |       |
| Total          | 6.923.069       |             | 947                   | 150               | 200   |

Das Ziel, die Koalition von CDU und Zentrum fortzusetzen, scheiterte an zwei fehlenden Sitzen. So bildete die CDU eine Koalition mit FDP und dem Zentrum. Das Kabinett Arnold III begann am 27. Juli. CDU und FDP hätten auch ohne Zentrum eine deutliche Mehrheit gehabt.
Nach einem Versuch Konrad Adenauers, auf Bundesebene ein Grabenwahlrecht einzuführen, kündigte die FDP aus Protest die Koalition mit der CDU auf. Am 20. Februar 1956 wurde durch ein konstruktives Misstrauensvotum Karl Arnold gestürzt und Fritz Steinhoff (SPD)  mit 102 zu 96 Stimmen bei einer Enthaltung zum Ministerpräsidenten gewählt. Am 28. Februar 1956 wurde das Kabinett Steinhoff (je 4 Minister von SPD und FDP, einer vom Zentrum) vereidigt.
Sechs Abgeordnete des Zentrums traten 1958 kurz vor Ablauf der Legislaturperiode der CDU bei.
Sitzverteilung am Ende der Wahlperiode: CDU 96, SPD 76, FDP 25, Zentrum 3

## Quelle
- Bekanntmachung des amtlichen Endergebnisses im Ministerialblatt für das Land Nordrhein-Westfalen vom 12. Juli 1954